# Piero Delbosco

Bischofswappen von Piero Delbosco

Piero Delbosco (* 15. August 1955 in Poirino, Provinz Turin, Italien) ist ein italienischer Geistlicher und römisch-katholischer Bischof von Cuneo-Fossano.

## Leben
Piero Delbosco empfing am 15. November 1980 durch Alberto Kardinal Ballestrero OCD das Sakrament der Priesterweihe für das Erzbistum Turin.
Am 9. Oktober 2015 ernannte ihn Papst Franziskus zum Bischof von Cuneo und Fossano. Die Bischofsweihe spendete ihm der Erzbischof von Turin, Cesare Nosiglia, am 29. November desselben Jahres in Fossano. Mitkonsekratoren waren der Alterzbischof von Turin, Severino Kardinal Poletto, und sein Amtsvorgänger Giuseppe Cavallotto. Die Amtseinführung in Cuneo fand am 6. Dezember 2015 statt.
Am 1. Juni 2023 vereinigte Papst Franziskus die beiden bis dahin in persona episcopi verbundenen Diözesen zum Bistum Cuneo-Fossano.